# Должанское (Калининградская область)
Должанское (до 1938 — Будупёнен-Утелен (нем. Budupönen-Uthelen), до 1946 — Хартигсберг (нем. Hartigsberg)) — посёлок в Краснознаменском городском округе Калининградской области. Входил в состав Алексеевского сельского поселения.

## Население
| 1867 | 1885 | 1910 | 1933 | 1939 | 2002 | 2010 |
| ---- | ---- | ---- | ---- | ---- | ---- | ---- |
| 126  | ↗194 | ↗210 | ↗280 | ↘238 | ↘21  | ↘17  |

## История
Прежнее название Будупёнен-Утелен до 1931, Хартигсберг до 1947 года